# Abismos de pasión
Abismos de Pasión (Brasil: Escravos do Rancor / Portugal: O Monte dos Vendavais) é um filme de Luis Buñuel rodado em 1954. O filme é uma versão moderna do romance Wuthering Heights. Este filme não contem cenas surrealistas. 